# Ambonostola phosphoropis
Ambonostola phosphoropis är en fjärilsart som beskrevs av Edward Meyrick 1935. Ambonostola phosphoropis ingår i släktet Ambonostola och familjen fransmalar. Inga underarter finns listade i Catalogue of Life.